# Gustav & Johanna
Gustav & Johanna är en svensk Youtube-kanal med inriktning på "upp och nedgångar, kärlek och bråk, från vardagsliv till lyxiga resor". 
Kanalen, som räknades som den tjugonde största på Youtube i Sverige 2020, startades 2015 av duon Gustav Björklund och Johanna Öholm. Våren 2020 avbröts samarbetet mellan Björklund och Öholm efter att paret gått skilda vägar. Då de gick skilda vägar beslutade de att Johanna skulle ta över kanalen, vilket gjorde att kanalen sedan döptes om till "Johanna Öholm". 